# Alison Des Forges

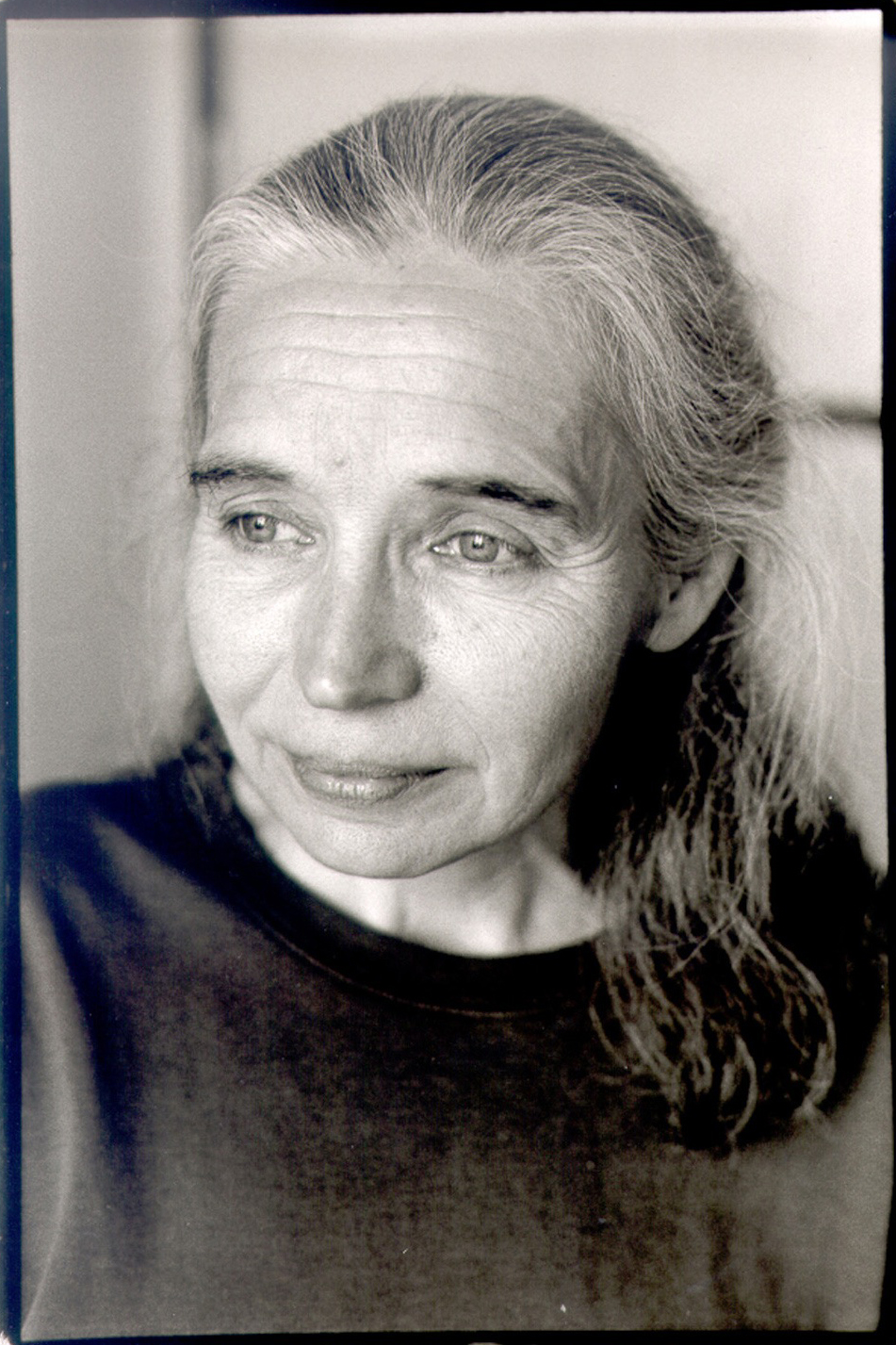
Alison Des Forges, 2005

Alison Liebhafsky Des Forges (Schenectady, 20 augustus 1942 - Clarence Center, 12 februari 2009) was een Amerikaans historica en mensenrechtenactiviste. Ze was hoofdadviseur bij de mensenrechtenorganisatie Human Rights Watch en gold als een van de belangrijkste internationale deskundigen over de Rwandese Genocide. Zij trad op als getuige-deskundige bij het Rwandatribunaal en voor onderzoekscommissies van het Franse Parlement, de Belgische Senaat, het Amerikaans Congres en de Organisatie van Afrikaanse Eenheid.

## Biografie
Alison Liebhafsky Des Forges was de dochter van Sybil Small and Herman A. Liebhafsky. In 1964 trouwde ze met Roger Des Forges, een historicus verbonden aan de State University of New York in Buffalo. Des Forges haalde haar bachelor in geschiedenis aan Radcliffe College in 1964. Haar masters- en doctorstitel haalde ze aan de Yale-universiteit in 1966 respectievelijk 1972. Zowel haar doctoraalscriptie als haar proefschrift ging over de impact van Europees kolonialisme in Rwanda. Haar proefschrift beschrijft hoe de verschillen tussen groepen in Rwanda hun reacties op koloniale regeringen, missionarissen en handelaren beïnvloedden. 
Des Forges was gespecialiseerd in het Grote Merengebied in Midden-Afrika en bestudeerde de Rwandese Genocide. Zij was ook een deskundige op het gebied van mensenrechtenschendingen in de Democratische Republiek Congo en in Burundi. Na de genocide in Rwanda verliet Des Forges de academische wereld om zich volledig te gaan bezighouden met mensenrechten. Ze werd in 1999 een MacArthur Fellow en was de belangrijkste adviseur inzake het Afrikaanse continent bij de mensenrechtenorganisatie Human Rights Watch.

## Genocide in Rwanda
Des Forges werd beschouwd als de inhoudelijk meest deskundige persoon in Amerika ten tijde van de genocide. Doordat zij direct contact had met mensen in Rwanda, was zij een van de eersten die beseften dat er een echte genocide plaatsvond. Later stond zij aan het hoofd van een groep onderzoekers die het feitelijk verloop van de genocide in kaart bracht. Zij getuigde elf keer voor het International Criminal Tribunal for Rwanda (het Rwandatribunaal) en was ook getuige-deskundige over de genocide in Rwanda voor commissies van het Franse Parlement, de Belgische Senaat, het Amerikaans Congres en de Organisatie van Afrikaanse Eenheid. In 1999 schreef ze het boek Leave None to Tell the Story (Laat geen getuigen in leven), dat door The Economist en de The New York Times werd beschreven als het definitieve verslag van de Rwandese Genocide. In dit boek beargumenteert ze dat de genocide was georganiseerd door de - door Hutu's gedomineerde - Rwandese regering en geen spontane uitbraak van conflicten tussen stammen was geweest.

## Overlijden en nagedachtenis
Des Forges kwam in februari 2009 om het leven toen Continental Airlines-vlucht 3407 neerstortte in de Amerikaanse staat New York. De door Human Rights Watch uitgereikte Human Rights Defenders Award is sinds 2009 naar Des Forges genoemd. De prijs heet nu de Alison Des Forges Award for Extraordinary Activism.